# Хомозигот
Хомозигот или хомозиготност је присуство једнаких генских алела (А1А1 или аа или АА) на пару хомологих хромозома. Рецесиван алел испољава своје дејство само у хомозиготном стању.